# Рошица
Ро́шица (рум. Roșița) — село в Тараклійському районі Молдови, відноситься до комуни Альбота-де-Сус.